# It’s Showtime (Fernsehshow)
It’s Showtime war eine österreichische Fernsehshow des Senders ATV, die im Herbst 2007 erstmals  ausgestrahlt wurde. Bei der Sendung handelte es sich um einen Talentewettbewerb. Acht mehr oder weniger talentierte Personen kämpften um den Titel Österreichs größtes Talent.

## Die Sendung
Moderiert wurde It’s Showtime von Alex Scheurer, der zuvor bei ORF engagiert war. Die Juroren der Sendung waren Toni Polster, Gregor Bloéb und Simone Stelzer, welche ebenfalls alle zuvor beim ORF tätig waren (Dancing Stars).
Die erste Version der Sendung gewann ein Breakdanceprojekt namens Nobulus.

### Vorbild
Das Vorbild der Sendung war die amerikanische Sendung America’s Got Talent.